# Žofie Albínka z Helfenburka
Žofie Albínka z Helfenburka (též Soffie, 1563? asi Český Krumlov – 15. prosince 1630 klášter svatého Jiří, Praha) byla moravská šlechtična z rodu Albínů z Helfenburka, řeholnice benediktinského řádu a abatyše ženského kláštera svatého Jiří na Pražském hradě, kde působila po většinu svého života. Byla dcerou Tomáše Albína z Helfenburka, krátce působícího v úřadu olomouckého biskupa.

## Život

### Mládí
Narodila se patrně roku 1563 do rodiny Tomáše Albína z Helfenburka a jeho ženy jakožto členka třetí generace rodu. Otec byl synem kancléře mocného jihočeského rodu Rožmberků Václava Albína (Bílka) žijícího v Českém Krumlově. V mládí studoval v Bologni a Pise a získal titul doktora veškerých práv. Byl váženým krumlovským měšťanem a rožmberským úředníkem a v roce 1555 byl i s otcem a bratrem povýšen za věrné služby do vladyckého stavu. Po smrti své ženy (s níž měl ještě syny Jana, Václava a Abrahama) se však dal na duchovní dráhu. Stal se kanovníkem v Pasově, Praze a Olomouci a posléze i děkanem na Karlštejně. 8. března 1574 byl zvolen biskupem olomouckým.

### Řeholnicí
Žofie byla po smrti matky dána k vychování do ženského kláštera Porta Coeli v Tišnově u Brna. Ve věku jedenadvaceti let pak měla být provdána. Údajně se pak během svatby měl za neznámých důvodů zlomit její svatební prsten, což Žofie pokládala za znamení Boží a rozhodla se zůstat řeholnicí. Přesídlila do benediktinského kláštera u sv. Jiří na Pražském hradě, nejstaršího českého ženského kláštera, kde roku 1587 složila řeholní slib. Již roku 1592 se stala převorkou a roku 1600 potom abatyší kláštera, v úřadu nahradila zemřelou Juditu z Eibenstolu.

### Abatyší kláštera sv. Jiří
Ve vedoucí funkci kláštera pak zůstala po dalších 30 let. Zpustlý klášter nechala opravit a stavebně rozšířit: vzniklo nové dláždění, vmalba a výzdoba, rovněž vznikl velký nový kůr. V té době byl na zeď kláštera umístěn erb Albínu z Helfenburku. Byla zde údajně široce oblíbena pro svůj mrav, energii a rozum. Korunovala též dvě soudobé české královny: 10. ledna 1616 královnu Annu Tyrolskou, manželku císaře Matyáše, a 21. listopadu 1627 pak Eleonoru, choť Ferdinanda II. Protestantské korunovace 1619 se nezúčastnila. V době stavovského povstání v letech 1618 až 1620 byl klášter vypleněn protestantskými žoldnéři, o čemž Žofie informovala císaře Ferdinanda II. ve svých listech. Rovněž vedla úřední korespondenci s Vilémem Slavatou z Chlumu a Košmberka, českým místodržícím. Po porážce povstání se pak od roku 1622 angažovala ve věci nároku kláštera na majetek konfiskovaný účastníkům povstání.

### Úmrtí
Zemřela 15. prosince 1630 ve věku asi 67 let v klášteře sv. Jiří. Pohřbena byla v kryptě baziliky sv. Jiří, její náhrobek z červeného mramoru nese její podobiznu v životní velikosti s korunou a závojem na hlavě.
Její památku vyzdvihla koncem 19. století spisovatelka Teréza Nováková ve svém souboru o historii významných českých žen Slavín žen českých z roku 1894.